# Espai Albert Musons
L'Espai Albert Musons, també conegut com a Centre Cultural Albert Musons, és un centre situat en un edifici de nova construcció al carrer de l'Alzina, 7 del Barri de Gràcia de Barcelona. Va obrir les portes el 2012.
A més de despatxos i espai per a reunions, un buc d'assaig musical, magatzem i vestuaris, els Castellers de la Vila de Gràcia hi tenen l'espai d'assaig, amb tots els elements de seguretat necessaris. L'activa Fundació Festa Major de Gràcia, que organitza la popular Festa Major, que se celebra del 15 al 21 d'agost, hi fa xerrades, exposicions, assemblees... Aquest nou espai rep el nom d'Albert Musons (1953-2007), periodista i historiador que va conrear un munt de facetes, totes elles vinculades a la vila de Gràcia, com l'escoltisme, el cant coral, els mitjans de comunicació, la política de proximitat o la recerca i la difusió de la història. Va ser conseller del Districte de Gràcia, amb responsabilitats en àmbits com l'urbanisme, els esports i la cultura. Musons coneixia i estimava profundament la vila de Gràcia.

## Característiques
- Altres tipus de sales: 1 cub d'assaig, 1 buc d'assaig musical, 2 sales polivalents, despatxos, magatzem i vestuaris (Castellers de la Vila de Gràcia); 5 sales polivalents, despatxos, magatzem i sala d'exposicions (Fundació Festa Major de Gràcia)
- Espai exterior: L'espai de la Fundació Festa Major de Gràcia compta amb un pati exterior (de 57 metres quadrats) en el qual es poden fer recepcions i actes diversos
- Superfície: Espai accessible de nova creació, amb una superfície de 380 metres quadrats per als Castellers i 530 metres quadrats per a la Fundació Festa Major de Gràcia
- Tallers: es realitzen regularment tallers de castells i de gralla i timbal
- Accessibilitat: sí[1]